# 贡日门巴民族乡
贡日门巴民族乡（藏語：སྒོམ་རི，威利转写：sgom ri），是中华人民共和国西藏自治区山南市错那市下辖的一个乡镇级行政单位。

## 行政区划
贡日门巴民族乡下辖以下地区：
斯木村和贡日村。